# Uitval (verdediging)
Een uitval of sortie is een vorm van actieve verdediging waarbij belegerde troepen plotseling een aanval doen op de belegeraars vanuit de verdedigende positie. Uitvallen worden al sinds de oudheid ingezet. Achter de stadspoorten bevond zich soms een weerplein (zoals in de Nederlandse stad Groningen) waar de soldaten zich op konden stellen in voorbereiding op de uitval. In de middeleeuwen werd hiervoor in de stadswallen vaak een apart sortiepoortje gebouwd. Bij uitvallen wordt vaak gewacht op gunstige omstandigheden. Doorgaans worden ze uitgevoerd in het donker, tijdens slecht weer of in de mist.
Een uitval kan verschillende doelen hebben. Aan het begin van een belegering worden ze vaak gebruikt om de kracht van de belegering te verkennen of deze door speldenprikken te testen. Later worden ze vaak uitgevoerd om te proberen vijandelijke troepen te intimideren of gevangen te nemen, belegeringswerktuigen en andere wapens te vernietigen  of buit te maken en in aanbouw zijnde aanvalstechnieken (zoals ondermijning) te verstoren, tactische posities rond het belegerde gebied te veroveren, uit te kunnen breken om de aanvallers in de flank of van achteren aan te kunnen vallen of verbinding te kunnen maken met een ontzettingsmacht. De uitval kan naargelang het doel zowel door een deel van de verdedigers als door het volledige garnizoen worden gedaan. Zelfs wanneer de uitval weinig succes resulteert, kan deze nog leiden tot een sterke verhoging van het moreel en de psyche van de belegerden.